# Harald Stålhammar
Harald Emanuel Stålhammar, född 26 mars 1891 i Hille församling i Gävleborgs län, död 3 april 1955 i Gävle Heliga Trefaldighets församling i Gävleborgs län, var en svensk bankdirektör.
Harald Stålhammar var son till Lars Johan Stålhammar och Elisabet Rådström. Efter realexamen 1907 och genomgången handelsskola började han på Gävle stads Sparbank 1908, blev kassör 1923 kamrer 1943 och VD 1948. Han är begravd på Skogskyrkogården i Stockholm.
Han gifte sig 1921 med Molly Högfors (1900–1998), dotter till kyrkoherde Jacob Fredrik Högfors samt moster till skådespelarna Christina Schollin och Helena Brodin. De fick barnen Åke (född 1923), Kerstin (född 1924) och Sten (född 1926).